# Arthur Cullin
Arthur Cullin foi um ator britânico da era do cinema mudo, que nasceu em Kensington, Londres. Ele foi muitas vezes creditado como Arthur M. Cullin.

## Filmografia selecionada
- The Answer (1916)
- The Valley of Fear (1916)
- Whoso Is Without Sin (1916)
- Disraeli (1916)
- A Smart Set (1919)
- The Flame (1920)
- Blood Money (1921)